# Lourdesgrotte (Sankt Martin)
Die Lourdesgrotte ist eine Mariengrotte in Sankt Martin.

## Lage und Beschaffenheit
Die Grotte befindet sich auf der Waldgemarkung von Sankt Martin am Osthang des Hochberg innerhalb der Haardt, wie der Ostrand des Pfälzerwald genannt wird. Weiter östlich befindet sich die Kropsburg und weiter westlich die St. Ottilia-Kapelle. Bereits wenige hundert Meter nordöstlich beginnt das Siedlungsgebiet der Ortsgemeinde. In unmittelbarer Nähe der Grotte verläuft ein Kreuzweg, an dem sich ein Wegweiser zum Wallfahrtsort befindet. Die Grotte enthält mehrere Dankestafeln.

## Geschichte
Die Grotte wurde um das Jahr 1912 nach ihrem Vorbild in Frankreich erbaut. Gestiftet wurde sie vom Kaufmann und Tuchhändler Jakob Koch, nachdem dieser eine Wallfahrt nach Lourdes unternommen hatte.

## Brauchtum
Vor Ort finden gelegentlich Gottesdienste und Wallfahrten statt.

## Tourismus
An der Lourdesgrotte führt der Pfälzer Keschdeweg vorbei.